# Бренник (Легницький повіт)
Бренник (пол. Brennik) — село в Польщі, у гміні Руя Легницького повіту Нижньосілезького воєводства.
Населення — 190 осіб (2011).
У 1975-1998 роках село належало до Легницького воєводства.

## Демографія
Демографічна структура станом на 31 березня 2011 року:
|          | Загалом | Допрацездатний вік | Працездатний вік | Постпрацездатний вік |
| -------- | ------- | ------------------ | ---------------- | -------------------- |
| Чоловіки | 91      | 9                  | 54               | 28                   |
| Жінки    | 99      | 4                  | 30               | 65                   |
| Разом    | 190     | 13                 | 84               | 93                   |